# Šmitek
Šmitek je priimek več znanih Slovencev:
- Branislav Šmitek, organizatorik
- Janez Šmitek (1916–2005), strojnik, zgodovinar železarstva in rodoslovec
- Janez Šmitek (*1945) smučarski trener in športni delavec
- Ludvik Šmitek (1924–2003), direktor UKO Kropa
- Zmago Šmitek (1949–2018), etnolog, mitolog, kulturni antropolog?, univ. profesor